# Prádena de Atienza
Prádena de Atienza ist ein zentralspanischer Ort und eine Gemeinde (municipio) mit 52 Einwohnern (Stand: 2024) im westlichen Zentrum der Provinz Guadalajara in der Autonomen Gemeinschaft Kastilien-La Mancha. 

## Lage und Klima
Prádena de Atienza liegt in einer Höhe von ca. 1145 m in der Kulturlandschaft der Serranía. Die Entfernung zur südsüdwestlich gelegenen Provinzhauptstadt Guadalajara beträgt ca. 60 Kilometer (Fahrtstrecke). Das Klima ist gemäßigt bis warm; Regen (553 mm/Jahr) fällt übers Jahr verteilt.

## Bevölkerungsentwicklung
| Jahr      | 1970 | 1981 | 1991 | 2001 | 2011 | 2021 |
| Einwohner | 151  | 86   | 51   | 53   | 43   | 40   |

## Sehenswürdigkeiten

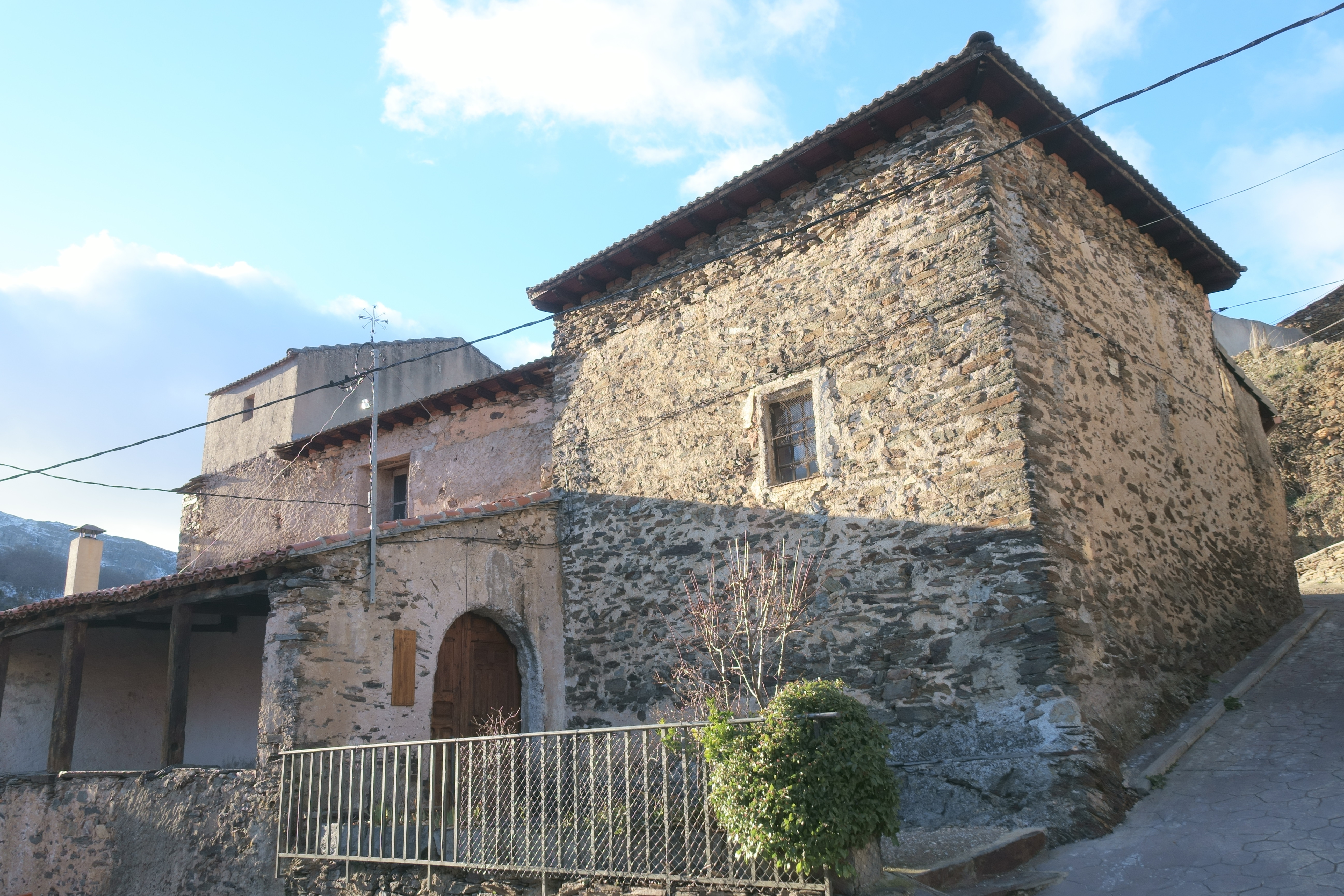
Kirche Mariä Geburt
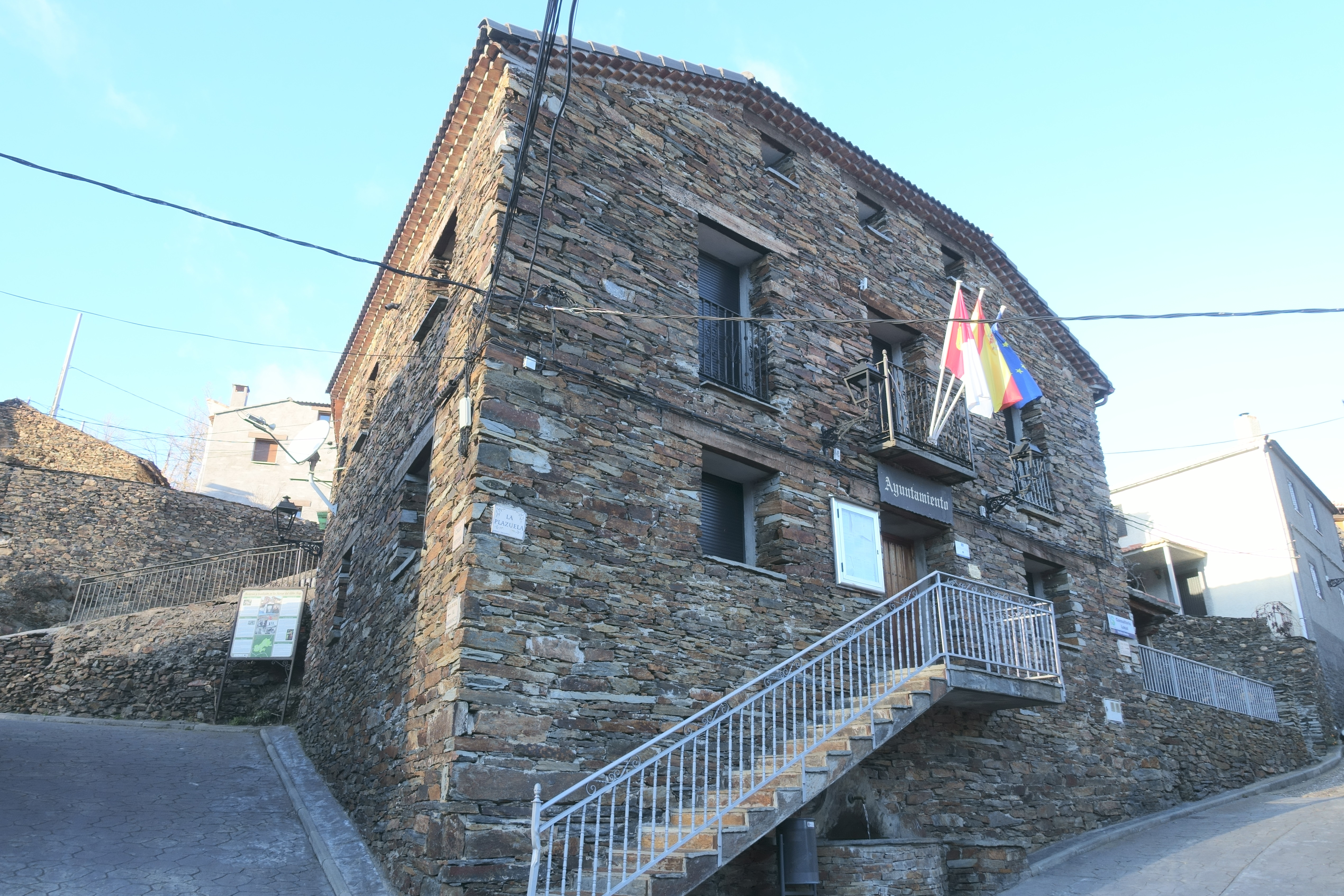
Rathaus

- Kirche Mariä Geburt
- Rathaus